# ダルヴァザ
ダルヴァザ（英語：Darvaza, トルクメン語：Derweze）は、トルクメニスタンのアハル州にある村。カラクム砂漠の中央にあり、首都であるアシガバードの北約260キロメートルに位置する。意訳すると「関門」。Darvazaのカナ転写としては、ダルヴァザのほか「ダルバザ」・「ダルワザ」とも記される。稀に「タルバサ」と記した文献もある。人口約350人。住民のほとんどはテケ族 (Teke (Tekke) tribe) で、遊牧半遊牧生活を送っている。2004年、「観光客にとって不愉快な光景だ」としたサパルムラト・ニヤゾフ大統領の命令によって集落が取り壊された。

## 地獄の門
ダルヴァザ付近の地下には豊富な天然ガスが埋蔵されている。1971年にソ連（当時）の地質学者がボーリング調査をした際、ガスを発見することができたものの、その過程で落盤事故が起き、採掘作業用の装置が置かれていた場所もろとも直径50 - 100メートルにもなる大きな穴が開いてしまった。有毒ガスの放出を食い止めるため、仕方なく点火することになったが、可燃性ガスが地下から絶え間なく吹き出るため、延々と燃え続ける事態となった。
のちにこの穴を住民は「地獄の門」と名づけた（日本語では「地獄の門」のほかに「地獄の扉」との直訳もされる）。現時点ではこの天然ガスの燃焼を食い止めることは技術的にとても困難と判断され、また、天然ガスの埋蔵量自体が不明なため、今後いつまで燃え続けるのかもよくわかっていない。現在でも消火するための解決手段は無く依然として燃え続け、一種の観光名所ともなっている。
2010年になり、トルクメニスタンが天然ガスの増産を計画するなか、グルバングル・ベルディムハメドフ大統領が現地を視察し、穴を封鎖または周囲のガス田開発のために対策を立てるように指示した。
なお、周辺には同様の掘削坑が残されているが、それらはガスの圧力が少なかったために着火されることはなかった。底に液体や泥が溜まった状態で放置されており、泡が出ている様子が確認できる。

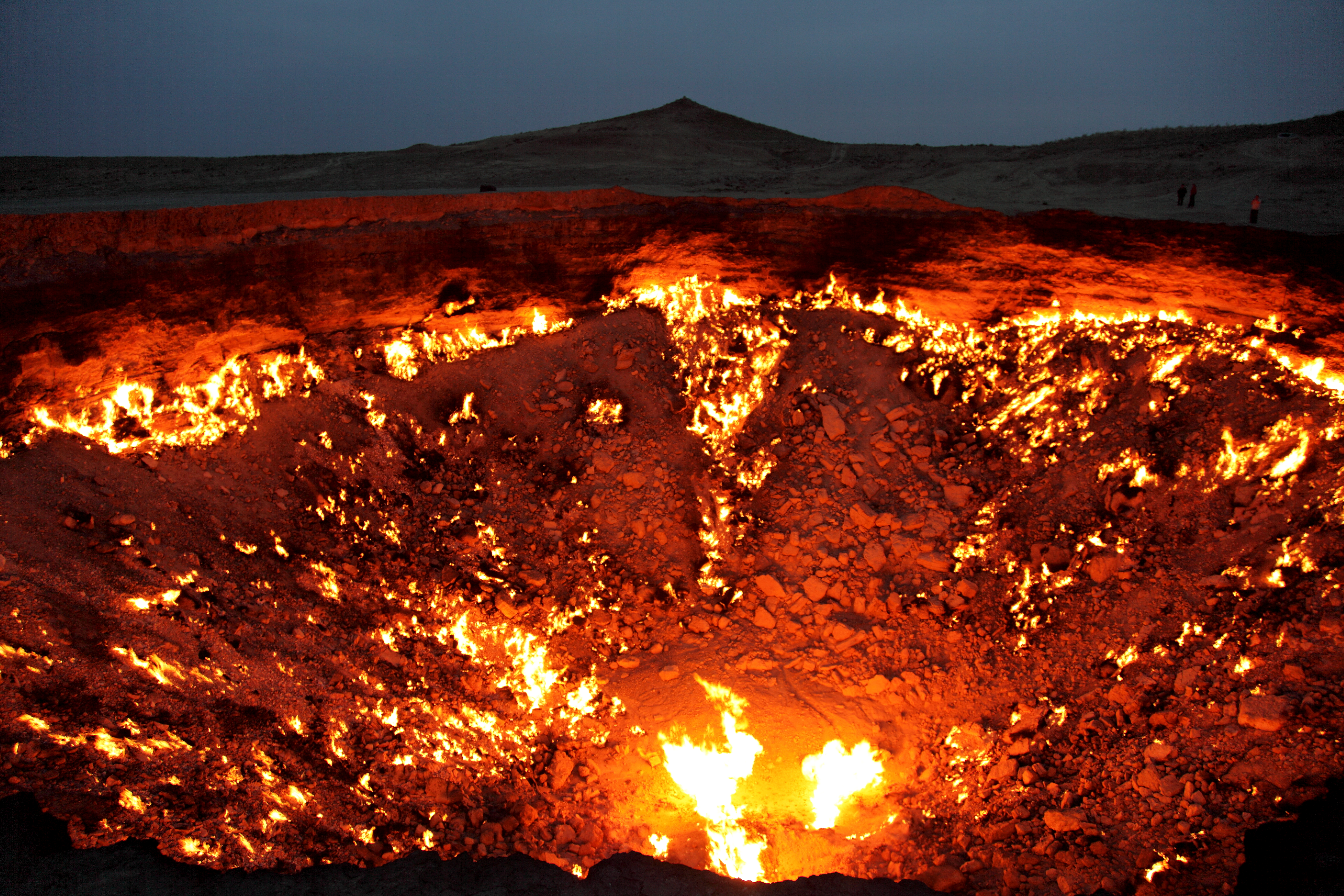
2010年撮影の地獄の門
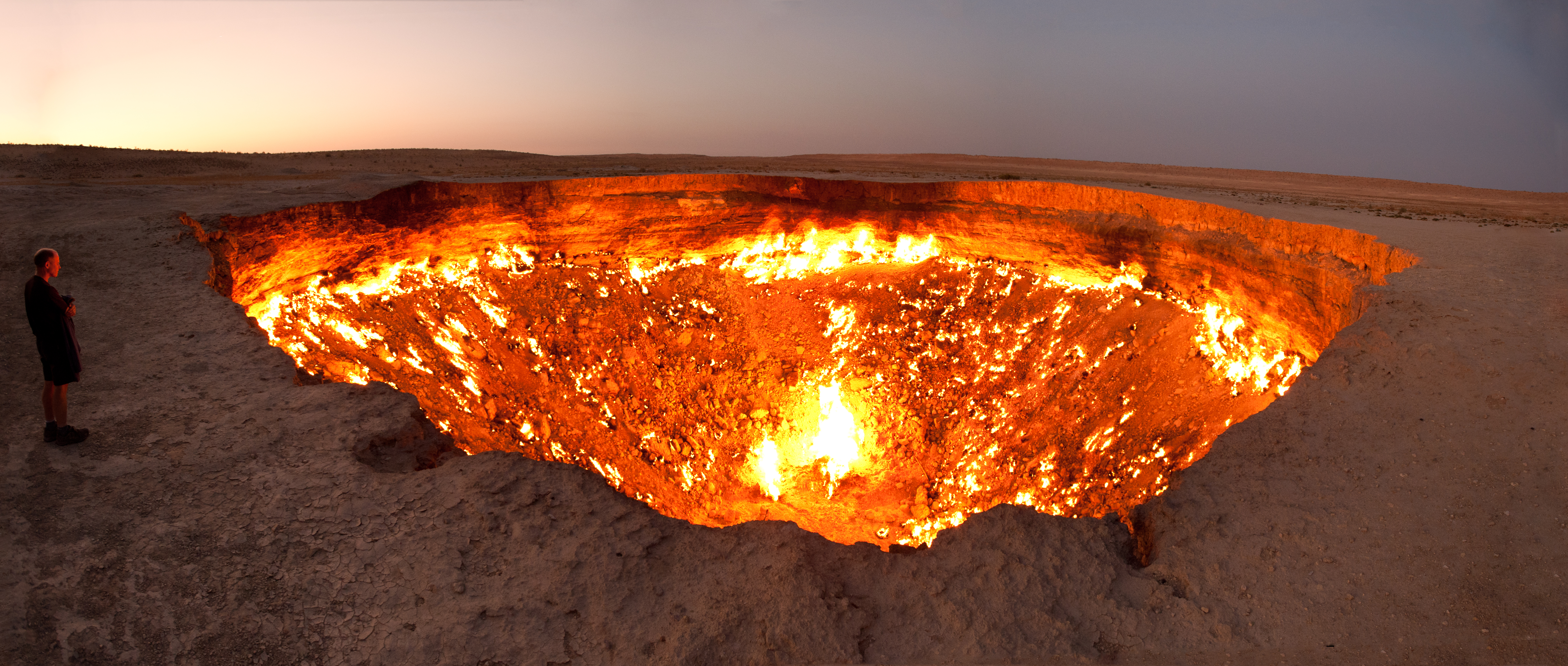
2011年撮影の全体像
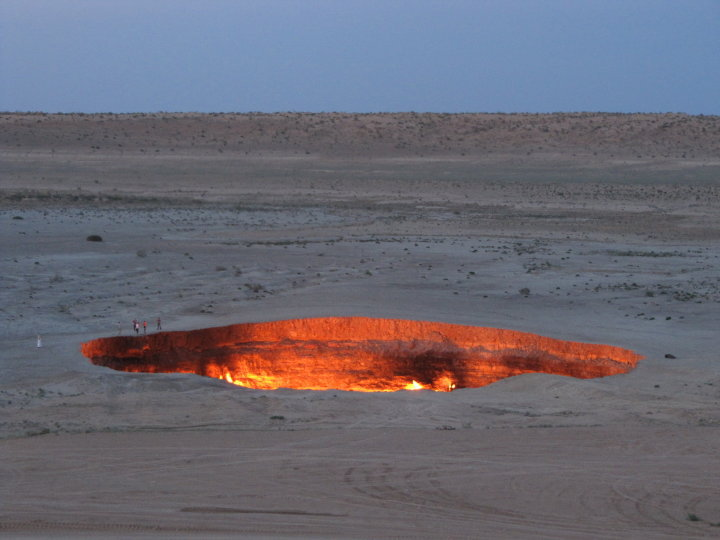
遠景（撮影日時不明）